# 诺盖拉 (洛萨达)
诺盖拉是葡萄牙波尔图区的一个堂区。总面积1.93平方公里，总人口1060人，人口密度549.2人/平方公里。